# Anna Białek-Jaworska
Anna Agnieszka Białek-Jaworska (ur. 11 maja 1978) – polska ekonomistka, wykładowczyni Uniwersytetu Warszawskiego.

## Życiorys
Anna Białek-Jaworska w okresie szkolnym była stypendystką Krajowego Funduszu na rzecz Dzieci. W latach 1996–2001 studiowała ekonomię na Uniwersytecie Warszawskim, studia zakończyła obroną pracy magisterskiej Towarzystwa Budownictwa Społecznego w realizacji polityki mieszkaniowej państwa (studium teoretyczno-faktograficzne). Ukończyła studia podyplomowe w zakresie bankowości hipotecznej i rynku nieruchomości na Wydziale Nauk Ekonomicznych UW (2003–2004) oraz rachunkowości i podatków na Wydziale Zarządzania UW (2007–2008). Po odbyciu studiów doktoranckich na WNE UW (2001–2006) obroniła napisaną pod kierunkiem Władysława Baki dysertację doktorską Modele i kryteria optymalizacji kredytowania budownictwa mieszkaniowego przez banki komercyjne. W 2020 habilitowała się na Uniwersytecie Ekonomiczny w Poznaniu w dziedzinie nauk społecznych, dyscyplina – ekonomia i finanse, specjalność – finanse przedsiębiorstw, finanse i rachunkowość, na podstawie dzieła Finansowanie i decyzje alokacyjne przedsiębiorstw niefinansowych.
Od 2006 zatrudniona jako adiunktka w Katedrze Bankowości, Finansów i Rachunkowości WNE UW, a od 2017 jako starsza wykładowczyni.
Jej zainteresowania naukowe obejmują takie kwestie jak: finansowanie budownictwa mieszkaniowego, sprawozdawczość finansowa, ujawnianie informacji, finansowanie i decyzje alokacyjne przedsiębiorstw niefinansowych, koszty kształcenia w szkolnictwie wyższym; przedsiębiorczość akademicka i działalność B+R.
Członkini zarządu Fundacji im. Fryderyka Skarbka.